# Xã Wells, Quận Delta, Michigan
Xã Wells (tiếng Anh: Wells Township) là một xã thuộc quận Delta, tiểu bang Michigan, Hoa Kỳ. Năm 2010, dân số của xã này là 4.885 người.